# Zawietnyj (1901)
Zawietnyj (ros. Заветный), wcześniej Bieługa – rosyjski niszczyciel z początku XX wieku, jedna z 22 zbudowanych jednostek typu Bojkij. Okręt został zwodowany pod koniec 1901 roku w krajowej stoczni Nawal w Nikołajewie, a do służby w Marynarce Wojennej Imperium Rosyjskiego został wcielony w 1903 roku, z przydziałem do Floty Czarnomorskiej. „Zawietnyj” wziął udział w I wojnie światowej, a 1 maja 1918 roku został samozatopiony, by uniknąć zdobycia przez Niemców. Okręt został podniesiony w sierpniu 1921 roku i następnie złomowany.

## Projekt i budowa
Okręt był jednym z 22 niszczycieli typu Bojkij zbudowanych w krajowych stoczniach, będących ulepszoną i powiększoną wersją zaprojektowanych w brytyjskiej stoczni Yarrow jednostek typu Sokoł . Zbudowany został w stoczni Nawal w Nikołajewie . Stępkę okrętu pod nazwą „Bieługa” (ros. „Белуга”) położono w lipcu 1901 roku, a zwodowany został pod koniec 1901 roku . W 1902 roku nazwę jednostki zmieniono na „Zawietnyj” („Заветный”).

## Dane taktyczno-techniczne
„Zawietnyj” był niewielkim, czterokominowym niszczycielem, klasyfikowanym do 1907 roku jako torpedowiec . Długość całkowita wynosiła 64 metry, szerokość 6,4 metra i maksymalne zanurzenie 2,59 metra. Wyporność jednostki wynosiła 350 ton. Okręt napędzany był przez dwie pionowe maszyny parowe potrójnego rozprężania o łącznej mocy 5700 KM, do której parę dostarczały cztery kotły Normand . Dwuśrubowy układ napędowy pozwalał osiągnąć prędkość 26 węzłów . Okręt mógł zabrać zapas węgla o maksymalnej masie 80 ton, co zapewniało zasięg wynoszący 1200 Mm przy prędkości 12 węzłów .
Uzbrojenie artyleryjskie okrętu stanowiły: umieszczone na nadbudówce dziobowej pojedyncze działo kalibru 75 mm Canet L/48 oraz pięć pojedynczych dział trzyfuntowych kalibru 47 mm Hotchkiss M1885 L/40 . Jednostka wyposażona była w jedną dziobową stałą i dwie pojedyncze obracalne pokładowe wyrzutnie torpedowe kalibru 381 mm, z łącznym zapasem sześciu torped . Ponadto okręt mógł zabrać na pokład 12–18 min .
Załoga okrętu liczyła 62–69 oficerów, podoficerów i marynarzy .

## Służba

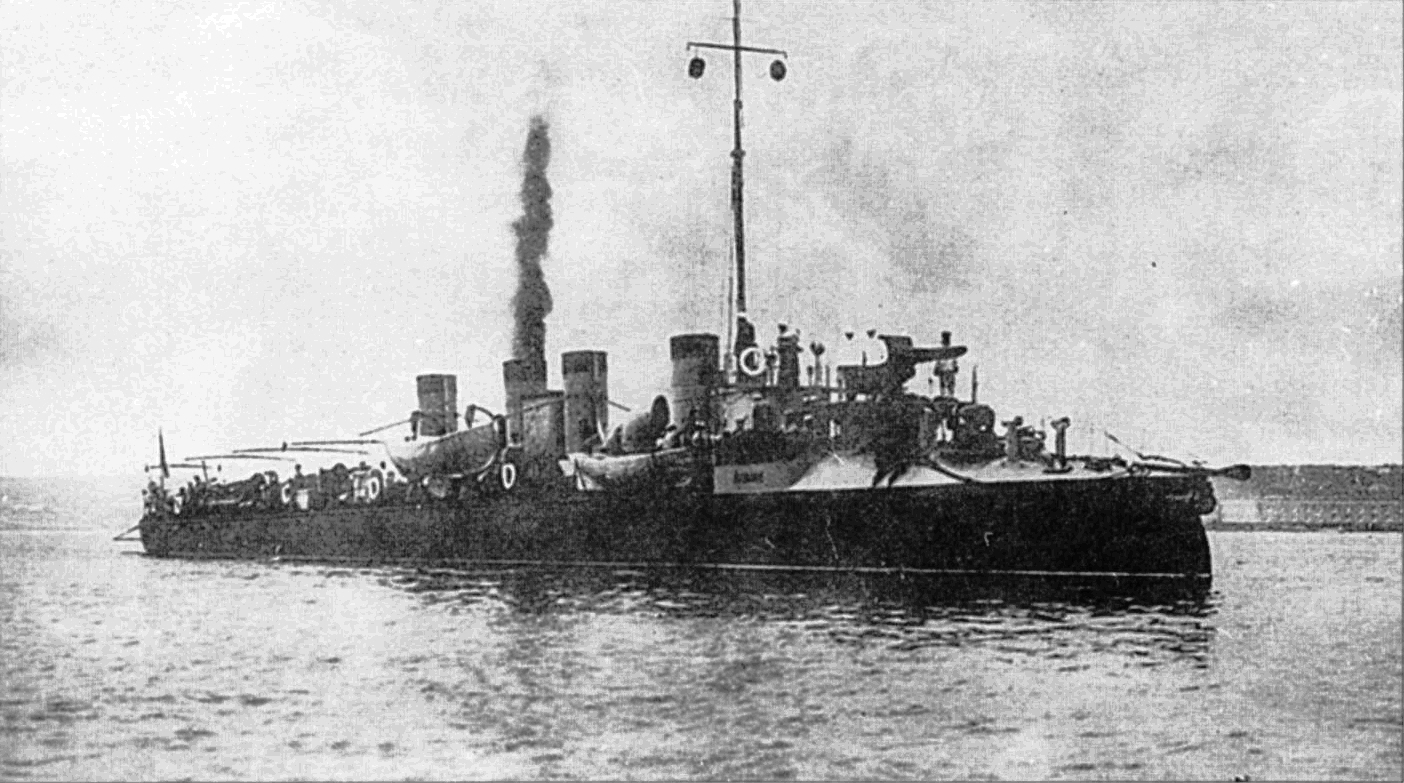
„Zawietnyj” tuż po wcieleniu do służby

„Zawietnyj” został wcielony do służby w Marynarce Wojennej Imperium Rosyjskiego w 1903 roku . Jednostka weszła w skład Floty Czarnomorskiej. W 1914 roku dokonano modernizacji uzbrojenia jednostki: zdemontowano wszystkie wyrzutnie torped kalibru 381 mm i wszystkie działka kalibru 47 mm, instalując w zamian dwie pojedyncze wyrzutnie torped kalibru 450 mm oraz drugą armatę kalibru 75 mm Canet i sześć pojedynczych karabinów maszynowych kalibru 7,62 mm .
W trakcie I wojny światowej „Zawietnyj” wchodził w skład Floty Czarnomorskiej. W styczniu 1915 roku 5 dywizjon niszczycieli („Zawietnyj”, „Zawidnyj”, „Zorkij” i „Zwonkij”) przybył do Batumi w celu atakowania tureckiej żeglugi przybrzeżnej. 17 marca?/30 marca 1915 roku krążownik „Pamiat’ Mierkurija” oraz niszczyciele „Zawietnyj”, „Zorkij” i „Zwonkij” ostrzelały rejon Kozlu w prowincji Zonguldak, powodując nieznaczne straty.
18 kwietnia?/1 maja 1918 roku „Zawietnyj” został samozatopiony w Sewastopolu na rozkaz bolszewików, aby uniknąć zdobycia przez Niemców. W sierpniu 1921 roku jednostka została podniesiona i złomowana w roku następnym.